# Bright Osayi-Samuel
Bright Osayi-Samuel (ur. 31 grudnia 1997 w Okiji) – nigeryjski piłkarz grający na pozycji prawego pomocnika. Od 2021 jest zawodnikiem klubu Fenerbahçe SK.

## Kariera klubowa
Swoją karierę piłkarską Osayi-Samuel rozpoczął w klubie  Blackpool. W 2014 roku awansował do kadry pierwszej drużyny i 7 marca 2015 zadebiutował w niej w Championship w przegranym 0:1 meczu z Sheffield Wednesday. W sezonie 2014/2015 spadł z Blackpool do League One, a w sezonie 2015/2016 - do League Two.
Latem 2017 Osayi-Samuel został zawodnikiem grającego w Championship, Queens Park Rangers. Swóhj debiut w nim zanotował 23 września 2017 w zremisowanym 0:0 domowym spotkaniu z Burton Albion. W Queens Park Rangers grał do stycznia 2021.
W styczniu 2021 Osayi-Samuel przeszedł do Fenerbahçe SK. Swój debiut w nim zaliczył 30 stycznia 2021 w zwycięskim 1:0 domowym meczu z Çaykurem Rizespor. W sezonach 2021/2022 i 2022/2023 wywalczył z Fenerbahçe dwa wicemistrzostwa Turcji.
| Sezon   | Klub                | Kraj   | Rozgrywki    | Mecze | Bramki |
| ------- | ------------------- | ------ | ------------ | ----- | ------ |
| 2014/15 | Blackpool           | Anglia | Championship | 6     | 0      |
| 2015/16 | Blackpool           | Anglia | League One   | 23    | 0      |
| 2016/17 | Blackpool           | Anglia | League Two   | 31    | 4      |
| 2017/18 | Blackpool           | Anglia | League One   | 4     | 0      |
| 2018/19 | Queens Park Rangers | Anglia | Championship | 18    | 1      |
| 2019/20 | Queens Park Rangers | Anglia | Championship | 37    | 5      |
| 2020/21 | Queens Park Rangers | Anglia | Championship | 21    | 3      |
| 2020/21 | Fenerbahçe SK       | Turcja | Süper Lig    | 18    | 1      |
| 2021/22 | Fenerbahçe SK       | Turcja | Süper Lig    | 31    | 1      |
| 2022/23 | Fenerbahçe SK       | Turcja | Süper Lig    | 23    | 0      |

## Kariera reprezentacyjna
W reprezentacji Nigerii Osayi-Samuel zadebiutował 27 listopada 2022 w przegranym 0:4 towarzyskim meczu z Portugalią, rozegranym w Lizbonie. W 2024 roku powołano go do kadry na Puchar Narodów Afryki 2023. Rozegrał w nim pięć meczów: grupowe z Gwineą Równikową (1:1) i z Wybrzeżem Kości Słoniowej (1:0), w 1/8 finału z Kamerunem (2:0) i półfinałowy z Południową Afryką (1:1, k. 4:2). Z Nigerią wywalczył wicemistrzostwo Afryki.